# Tratado de Varsovia (1920)

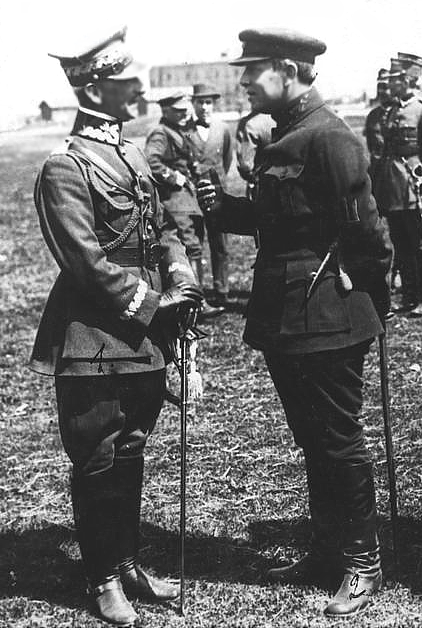
General Polaco Antoni Listovsky (izda.) y Simon Petliura (dcha.) tras la firma del tratado

El Tratado de Varsovia fue un acuerdo entre los Gobiernos de Polonia y la República Popular de Ucrania, celebrado en medio de la guerra soviética-polaca de 1919-1921. Firmado por Józef Piłsudski y Simon Petliura el 21 de abril de 1920 (el acuerdo militar lo fue pocos días más tarde, el 24 de abril).
El acuerdo fue firmado durante la guerra polaco-soviética poco antes de la entrada de las tropas polacas en Kiev. Piłsudski buscaba aliados contra los bolcheviques y esperaba crear una federación denominada Międzymorze; Petliura vio en la liga la última oportunidad de crear una Ucrania independiente.
El acuerdo no tuvo gran trascendencia. La guerra polaco-soviética continuó y los territorios en diputa fueron repartidos entre la Rusia Soviética y Polonia en el Tratado de Riga de 1921. Los territorios reclamados por el movimiento nacional ucraniano quedaron divididos entre la Rusia Soviética (la parte oriental) y Polonia (la occidental: Galitzia y parte de Volinia).

## Origen
El dirigente polaco Józef Piłsudski intentó crear una alianza de países de Europa del Este encabezada por Polonia, la federación Międzymorze, diseñada para fortalecer a Polonia y sus vecinos a expensas del Imperio ruso, y luego de la RSFS de Rusia y la Unión Soviética.
Su plan, sin embargo, fracasó porque algunos de sus aliados previstos se negaron a colaborar con Polonia, mientras que otros, aunque simpatizaban con el proyecto, prefirieron evitar el conflicto con los bolcheviques.
En abril de 1920, el ejército polaco debía atacar a los soviéticos para desbaratar sus planes para la ofensiva. Pilsudski también quería que la Ucrania independiente fuera un amortiguador entre Polonia y Rusia, en lugar de volver a verla en poder de Rusia y que esta contase con una frontera con Polonia.
Pilsudski afirmó: «no puede haber una Polonia independiente sin una Ucrania independiente»; pudo haber estado más interesado en separar a Ucrania de Rusia que en el bienestar de los ucranianos.
Luego recurrió a Petliura, ausente de la lista de aliados originalmente planeada.
Al final de la Primera Guerra Mundial, la delegación ucraniana, que participó en el Tratado de Versalles, no pudo lograr el reconocimiento de la independencia de Ucrania.  Ucrania se convirtió en una zona de guerra entre los grupos locales y extranjeros que luchaban por dominarla. La República Popular de Ucrania, dirigida por Petliura, fue objeto de ataques cada vez más intensos contra su territorio desde el comienzo de 1919, y para abril de 1920, había perdido la mayor parte de él.
En tales circunstancias, no fue difícil para Józef Pilsudski persuadir a Petliura a coligarse con Polonia, a pesar del reciente conflicto entre los dos países, que había concluido el año anterior con la victoria polaca.

## Tratado

Ofensiva polaco-ucraniana de Kiev en el apogeo de su desarrollo, junio de 1920, justo antes de la contraofensiva soviética.

El tratado fue firmado el 21 de abril en Varsovia (se firmó en la noche 01:40 LST del 21 al 22, pero estaba fechado el 21 de abril de 1920).
A cambio, se acordó con la frontera a lo largo del río Zbruch, reconocer las recientes ganancias territoriales polacas en Ucrania occidental (obtenidas como resultado de la victoria de Polonia sobre el intento de Ucrania de crear otro estado ucraniano en Galitzia, territorios con una población mixta ucraniano-polaca), así como partes occidentales de la provincia de Volinia, provincia de Kholm y otros territorios (Art. II).
Polonia reconoció a la República Popular de Ucrania como un estado independiente (Artículo I) con los límites definidos por los artículos (II y III) y bajo la dirección del Atamán Petliura.
Una disposición separada en el tratado prohibía a ambas partes concluir acuerdos internacionales entre sí (Artículo IV).
Los polacos étnicos en la frontera ucraniana y los ucranianos étnicos dentro de la frontera polaca recibieron los mismos derechos en sus estados (Artículo V).
Postes han tratado de establecer la frontera oriental de Polonia, como en el momento de la partición de Polonia, que se produjo en el siglo XVIII, por lo que los términos del contrato eran de gobierno Petliura pesada - una parte del estado polaco tuvo que entrar poblada principalmente por ucranianos, Galitzia, Volinia occidental, Lémkivschyna, Nadsanie y Jólmschina. De hecho, la frontera se estableció a lo largo de la línea ocupada por las tropas polacas en el momento de la conclusión del tratado. El tratado fue evaluado negativamente por la mayoría de la población que cayó bajo su influencia territorial.
De conformidad con el tratado, los polacos se comprometieron a no reconocer los acuerdos internacionales dirigidos contra Ucrania, garantizaron la observancia de los derechos nacionales y culturales de la población ucraniana que se proporciona en el territorio del estado polaco. El gobierno de Petliura reconoció los derechos similares de los polacos en Ucrania. A diferencia de sus contrapartes rusos, cuyas tierras debían distribuirse entre los campesinos, los propietarios polacos en Ucrania recibieron un trato especial, hasta que Ucrania adopte una futura ley que aclare la cuestión de la propiedad de tierras polacas en Ucrania (Artículo VI).
Además, se desarrolló un contrato económico, relacionado en gran parte con las economías polaca y ucraniana; Ucrania tuvo que hacer importantes concesiones a los polacos y al estado polaco.
Este contrato fue seguido por una alianza militar oficial firmada el 24 de abril por el General Volodýmyr Sínkler y Walery Sławek. A Petlyura se le prometió asistencia militar para restaurar el control sobre los territorios ocupados por los bolcheviques en Kiev, donde nuevamente asumió el poder de la República Popular de Ucrania.
La República de Ucrania debía subordinar sus tropas al mando polaco y proporcionar ejércitos conjuntos con suministros en el territorio de Ucrania; los polacos a cambio prometieron proporcionar equipos para los ucranianos.
El mismo día en que se firmó la alianza militar (24 de abril), Polonia y las fuerzas de la UPR lanzaron la operación de Kiev destinada a asegurar el territorio ucraniano para el gobierno de Petliura, creando así un amortiguador para Polonia, que lo separará de Rusia. Sesenta y cinco mil soldados polacos y quince mil ucranianos participaron en la primera expedición.
Después de la victoria en la batalla en el sur, el Estado Mayor polaco planeó una retirada anticipada del Tercer Ejército y el fortalecimiento del frente norte en Bielorrusia, donde Pilsudski esperaba la batalla principal con el Ejército Rojo.
La unión con Petliura permitió a los polacos mejorar significativamente sus posiciones estratégicas, desplegar una ofensiva en Ucrania. 7 de mayo de 1920, Pilsudski ocupó Kiev, entonces - cabezas de puente en la orilla izquierda de Ucrania del Dniéper. Sin embargo, como resultado de la operación de Kiev del Ejército Rojo en la segunda quincena de mayo, las tropas polacas se vieron obligadas a comenzar un retiro. El 10 de junio, los polacos abandonaron Kiev, que el día 12 fue ocupada por los rojos.
El Tratado de Varsovia fue denunciado de facto por la Paz de Riga en 1921, que estableció la frontera estatal entre Polonia, por una parte, y la RSFS de Rusia, la RSS de Bielorrusia y la RSS de Ucrania, por otra.

## Trascendencia

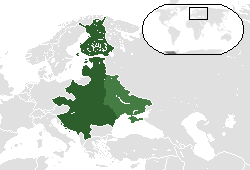
Federación propuesta del Intermarium. En verde claro se muestran los territorios de Ucrania y Bielorrusia, controlados desde 1921 por la Unión Soviética.

Para Pilsudski, esta alianza le otorgó legitimidad a la federación Międzymorze al obtener para el proyecto apoyos extranjeros, aseguró la frontera oriental polaca y sentó las bases de una Ucrania dominada por Polonia que separaría a esta de Rusia.
Para Petliura, erea la última oportunidad para mantener a Ucrania como Estado y la independencia teórica del centro del país, aun a costa de ceder los territorios occidentales a Polonia.

## Consecuencias

El último plan fronterizo resuelto por la guerra polaco-soviética que divide Ucrania entre Polonia y la Unión Soviética.

Tanto Pilsudski como Petliura fueron criticados por sus adversarios. Pilsudski se enfrentó a la dura oposición de los demócratas nacionales de Dmowski, que rechazó la independencia de Ucrania. A Petliura, por su parte, lo criticaron muchos políticos ucranianos por pactar con los polacos y ceder la Ucrania occidental. Myjailo Hrushevsky, el distinguido presidente del Consejo Central ucraniano, también condenó la unión con Polonia y rehusó la justificación de Petliura de haber actuado en nombre del EPU. En general, muchos ucranianos dudaban de la conveniencia de la liga con los polacos, en especial por la difícil relación histórica que habían tenido los dos pueblos. La reacción a la alianza fue especialmente desfavorable entre los ucranianos de Galitzia, que la consideraron una traición.
El intento de estos de crear un Estado —la República Popular de Ucrania Occidental— había quedado desbaratado en julio de 1919 y el pacto con Polonia conllevaba que esta se anexionaría el territorio. El dirigente político ucraniano occidental Yevguén Petrushévich, que se opuso tajantemente a la alianza, se exilió en Viena. Los restos del ejército de Galitzia, aún sumaban cinco mil soldados, aunque habían sido diezmados por una epidemia de tifus; se unieron a las filas bolcheviques el 2 de febrero de 1920, encuadrados en el nuevo Ejército Rojo Ucraniano de Galitzia. Posteriormente, estos soldados se rebelaron contra los comunistas y se unieron a las tropas de Petliura a las que habían de acometer; esto desencadenó una ola de detenciones y la disolución de la unidad.
El 26 de abril, en su Llamamiento al pueblo de Ucrania Pilsudski afirmó que el ejército polaco solo permanecería en territorio ucraniano hasta que el Gobierno ucraniano legítimo se hiciese cargo de él. Pese a ello, numerosos ucranianos se oponían tanto a los polacos como a los bolcheviques, y condenaron la ofensiva polaca, que veían como una nueva ocupación, tras la derrota en la guerra polaco-ucraniana. El rechazo era tal, que algunos ucranianos se unieron a las fuerzas soviéticas para frustrar la invasión polaca.
Algunos estudiosos enfatizan la influencia de la propaganda soviética en alentar los sentimientos negativos de los ucranianos con respecto a la operación polaca y la historia polaco-ucraniana en general. La alianza entre Pilsudski y Petliura condujo al hecho de que al comienzo de la campaña, 15 000 tropas ucranianas aliadas apoyaban a los polacos, aumentando a 35 000 al reclutar y desertar del lado soviético durante la guerra.
Este número, sin embargo, era mucho más pequeño de lo esperado, y una alianza tardía con Polonia no logró asegurar la independencia de Ucrania, ya que Petliura no reunió fuerzas significativas para ayudar a sus aliados polacos.
El 7 de mayo, durante la ofensiva de Kiev, la Unión Pilsudski-Petliura tomó la ciudad. Anna M. Chienciala escribe:

Sin embargo, el esperado levantamiento ucraniano contra los soviéticos no tuvo lugar. Ucrania fue devastada por la guerra, y la mayoría de la gente era analfabeta y no desarrolló su propia conciencia nacional. Finalmente, no confiaron en los polacos, que formaron la mayor parte de la clase terrateniente en Ucrania hasta 1918

Las separaciones dentro de las propias facciones ucranianas, con muchos polacos opuestos, al igual que se opusieron a los soviéticos, redujeron aún más el conjunto de las fuerzas de Petliura-pro-polaco. Al final, las fuerzas de Petliura no pudieron proteger el flanco sur polaco y detener a los soviéticos, como había esperado Pilsudski, en ese momento los polacos se estaban retirando antes de la contraofensiva soviética y no podían defender a Ucrania de los soviéticos.
Los soviéticos derrotaron a Kiev en junio. Las tropas ucranianas Petliura fueron derrotadas por las tropas soviéticas en noviembre de 1920.
En ese momento, los polacos y los soviéticos ya habían firmado una tregua y negociado un acuerdo de paz. Después de la paz polaco-soviética en Riga en el año siguiente, el territorio ucraniano se dividió entre la República Socialista Soviética de Ucrania en el este y Polonia en el oeste (Galitzia y parte de Volinia). Pilsudski creía que el acuerdo era un cálculo político desvergonzado y miope. Presumiblemente, al salir de la habitación, les dijo a los ucranianos, esperando allí los resultados de la conferencia de Riga: "Caballeros, les pido disculpas profundamente".
En los años siguientes, Polonia brindará asistencia a los partidarios de Petlura en un intento de desestabilizar a la Ucrania soviética (ver "Prometeísmo"), pero no podría cambiar el hecho de que las relaciones entre Polonia y Ucrania continuaron deteriorándose constantemente en el período de entreguerras.
Un mes antes de su muerte, Pilsudski le dijo a su asistente:

Mi vida se perdió, no pude crear una Ucrania libre de los rusos

## En cultura
La ofensiva de los polacos en Ucrania aparece en el relato de Mijaíl Bulgákov La ciudad de Kiev:

El récord fue superado por un célebre contable, posteriormente funcionario de la unión de ciudades Simon Vasílievich Petliura. Cuatro veces se presentó en Kiev y cuatro veces fue expulsado. Al final, no se sabe por qué, llegaron unos señores polacos (episodio XIVº) con cañones franceses de largo alcance.

Durante un mes y medio caminaron por Kiev. Experimentado por la experiencia de Kiev, mirando las armas gruesas y tuberías de color carmesí, dijo con confianza:
- Los bolcheviques volverán pronto.
Y todo se hizo realidad tal como fue escrito. Al final del segundo mes, en medio de un cielo perfectamente despejado, la caballería soviética se alejó bruscamente y al azar en algún lugar, donde no era necesario, y los príncipes abandonaron una ciudad encantada durante varias horas. Pero aquí debes hacer una pequeña reserva. Todo el que utiliza para hacer la visita a Kiev, salió de él de una manera amigable, limitado a relativamente inofensivos disparos de armas de seis pulgadas sobre Kiev desde las posiciones de Svyatoshin. Nuestros primos europeizados decidieron mostrar sus medios subversivos y destruyeron tres puentes sobre el Dniéper, el colgante Nikoláievski, en pedazos.
Y a esta hora del agua en lugar de un magnífico edificio: el orgullo de Kiev, solo sobresalen toros grises y aburridos. Y, polacos, polacos ... Sí, sí, ¡sí!
Gracias cordialmente, la gente rusa te lo dirá.
No se desanimen, queridos ciudadanos de Kiev! Algún día los polacos se detendrán enojados con nosotros y construirán un nuevo puente para nosotros, incluso mejor que antes. Y al mismo tiempo, a su propio costo.

Estad seguros. Mucha paciencia.

## Literatura
- Korzeniewski, Bogusław; THE RAID ON KIEV IN POLISH PRESS PROPAGANDA. Humanistic Review (01/2006)
- Review of The Ukrainian-Polish Defensive Alliance, 1919—1921: An Aspect of the Ukrainian Revolution by Michael Palij; Author(s) of Review: Anna M. Cienciala; The American Historical Review, Vol. 102, n.º 2 (Apr., 1997), p. 484
- Szajdak, Sebastian, Polsko-ukraiński sojusz polityczno-wojskowy w 1920 roku (The Polish-Ukrainian Political-Military Alliance of 1920), Warsaw, Rytm, 2006, ISBN 83-7399-132-8.
- Władysław Pobóg-Malinowski Najnowsza historia polityczna Polski t. 2 cz. 1, Londyn 1956.
- [Robert Potocki,  Idea restytucji Ukraińskiej Republiki Ludowej (1920—1939) Wydawnictwo: Instytut Europy Środkowo-Wschodniej, Lublin 1999 ; ISBN 83-85854-46-0, rozdziały książki dotyczące wojny 1920 i planów strategicznych tworzenia armii URL w latach trzydziestych: http://exlibris.org.ua/potocki/index.html].
- Pawło Szandruk, Geneza umowy kwietniowej z 1920 roku, BPU, 1935, nr 16-17, s. 183—186.
- Jan Jacek Bruski, Petlurowcy Kraków 2004, Wyd. Arcana, ISBN 83-86225-03-3.
- Adam Przybylski, Wojna polska 1918—1921, Warszawa 1930.
- Tadeusz Kutrzeba, Wyprawa kijowska, Warszawa 1937.
- Adam Janusz Mielcarek, Granica Wołyńska. Terytorialne postanowienia układu Piłsudski-Petlura, Wiadomości Historyczne, nr 4 (290), lipiec-sierpień 2010, s. 39-44.
- Historia de Ucrania, diccionario-Directorio Shchedrina IE, Járkov, 2006, País de ensueño, página 82.
- Korzenievsky, Boguslavsky; "INCURSIÓN EN KIEV EN LA PROPAGANDA PULSERA DE PRENSA". Revisión humanista (01/2006),
- Revisión de la Alianza de Defensa Ucraniano-Polaca, 1919-1921: «Aspecto de la revolución ucraniana» Michael Palidge; Autor (es) revisión: Anna M. Cienciala; Reseña histórica americana, v. 102, N.º 2 (abril de 1997), p. 484 ()
- Szajdak, Sebastian,  Polsko-ukraiński sojusz polityczno-wojskowy w 1920 roku  (Польско-украинский политико-военный альянс 1920 года), Варшава, Rytm, 2006, ISBN  83-7399-132-8.